# Torb

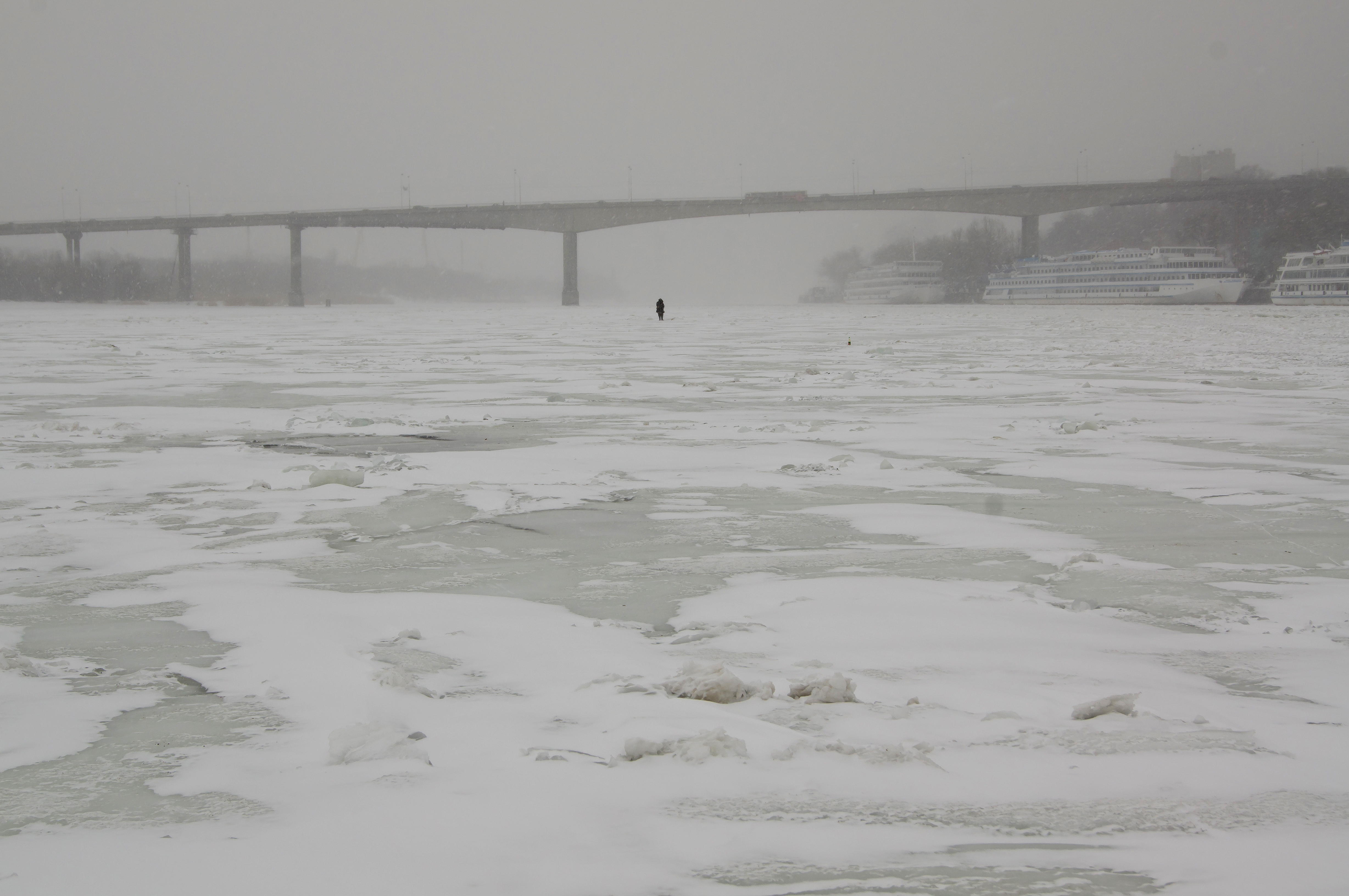
El torb es caracteritza pels vents violents i una visibilitat escassa.

Un torb és un fenomen meteorològic pel qual una ventada aixeca la neu del terreny i que normalment ve també amb precipitació en forma de neu. És un tipus de tempesta de neu, o rufa, severa. Per definició la diferència entre una tempesta de neu habitual i un torb és per la força del vent. Una possible definició del torb és quan es produeixen vents superiors als 56 km/h i temperatures inferiors als -12 °C. En aquestes condicions, la neu arremolinada pel vent redueix dràsticament la visibilitat i talla les carreteres.
En català torb prové del llatí: turbo que significa "remolí".
Un torb a l'Iran que va durar del 3 de febrer al 9 de febrer de l'any 1972 va matar més de 4.000 persones, essent el més mortal del qual es té coneixement.

## Blizzard
En anglès el torb correspon al terme blizzard, paraula que podria provenir de l'alemany blitzartig i es diu que va ser utilitzada per la primera vegada pels habitants d'origen alemany d'una petita vila de l'estat dels Estats Units de Minnesota. Aquest terme es va escampar ràpidament a la major part dels països nòrdics. El fenomen del blizzard és particularment sever al Canadà i el nord dels Estats Units, puix que redueix en gran manera la visibilitat, de vegades fins a pocs metres. Les persones que no es refugien es poden perdre fàcilment durant aquest tempesta de neu, amb el risc de patir una hipotèrmia que pot ser mortal. Els torbs i la pluja engelant ocasionen la major part dels accidents de circulació durant l'hivern a Amèrica del Nord.
El torb es defineix oficialment al Canadà i els Estats Units com una reducció de la visibilitat horitzontal en el sòl caracteritzada per:
- una visibilitat inferior a 400 metres causada pel moviment de la neu, amb caiguda de neu o sense;
- Condicions ventoses turbulentes o regulars, que indueixen velocitats del vent iguals o superiors a 50 km/h i un risc de refredament dels éssers vius per flux d'aire (refredament pel vent);
- una durada perllongada, des d'unes tres hores fins un màxim de tres dies.

## Influència literària
A climes més freds, el blizzard ha donat joc a la literatura, però tot i limitat a les comarques pirinenques, a casa nostra també. Uns exemples poden ser:
- Entre el Torb i la Gestapo. Francesc Viadiu. ISBN 9788423206186
- 3 Nits de Torb i 1 Cap d'any. Jordi Cruz. ISBN 9788415315575
- Torb. IX. ISBN 9788418849602
- El Torb. Raimon Quintana i Miró. ISBN 9781731535535
- El torb sobre el mar. Jeroni Muñoz Soler. ISBN 9788416505944
- El misteri de la pluja de foc. Joan Janer i Rossell. ISBN 9788497798914
- Boira negra. Jordi Arbonès i Felip Solé. ISBN 9788499757292
- Poesies i altres escrits. p. 68. poema "La galerna i el llamp, el torb i la tempesta...". Marius Torres Perenya. ISBN 9788429736373
- Notes mínimes d’un paisatge. Poema "M’agrada ser al cafè les nits d’hivern". Josep Espunyes. ISBN 9788412582949